# A Paixão segundo G.H.
A Paixão Segundo G.H. é um romance da escritora brasileira Clarice Lispector. O livro foi publicado em 1964.

## Enredo
O enredo trata de uma mulher identificada apenas pelas iniciais G.H., que depois de demitir a empregada e tentar limpar seu quarto, relata a perda da individualidade após ter esmagado uma barata na porta de um guarda-roupas.
No dia seguinte ela narra a própria impotência de escrever o episódio. A história se organiza em capítulos de sequência sistemática - cada um começa com a mesma frase que serve de fechamento ao anterior. A interrupção, assim, é elemento de continuidade, numa representação simbólica do que é a experiência de G.H.

## Análise
Assim como em outras obras de Clarice, em A Paixão Segundo G.H. os fluxos de consciência permeiam o livro. Espécie de romance-enigma, fornece o lugar de sujeito à linguagem, que constrói ao redor de si um labirinto cuja saída está na essência do ser: trata-se de um longo monólogo em primeira pessoa, que se dá pelo "jorro turbilhante e ininterrupto de linguagem". Um paradoxo, como muitos dos que permeiam a obra da escritora: as palavras são, ao mesmo tempo, o que afasta o ser de sua essência, mas, ao mesmo tempo, constitui a chave para atingi-la. É o exercício da linguagem como instrumento possível de se tocar o intocável, de se atingir o segredo: desenterrar o melhor e o pior de nossa condição humana, que já não é nem mais humana. Assim, a literatura de Clarice assume uma estatura filosófica, aproximando-se, na visão de alguns, do existencialismo de Jean-Paul Sartre.
Diz a epígrafe da obra de Bernard Berenson: "Uma vida plena pode ser aquela que alcance uma identificação tão completa com o não-eu que não haja mais um eu para morrer".
Sem nome, G.H. identifica-se com todos os seres. Entre suas vidas possíveis está a mística, aberta a múltiplos temas, como a linguagem e a arte que se fundem na busca espiritual de seu ser. No romance, a linguagem é utilizada por Clarice com o objetivo de transmitir sua interpretação do mundo. Ela relata a descoberta do cotidiano e, ao mesmo tempo, questiona o que é o ser.
O momento de maior revelação se dá na cena mais famosa de romance. A barata, após perder sua casca, expele a secreção branca que aparece como sua última essência. G.H., então, a come. Estaria aí a renúncia que a personagem faz a seu próprio ser como linguagem, que, logo após o ato, entrega-se ao silêncio.
Clarice Lispector faz o uso de metáforas durante todo o livro, conferindo arbitrariedade ao texto. Dessa forma, a obra pode ser interpretada de várias formas diferentes e depende do leitor para definição do seu significado. Segundo Olga de Sá, que estuda a obra clariceana, a escritura da autora "deve ser entendida com o corpo, pois com ele escreve".